# Congo nos Jogos Olímpicos de Verão de 1980
A República do Congo competiu nos Jogos Olímpicos de Verão de 1980 em Moscou, União Soviética. O país retornou às Olimpíadas após boicotar os Jogos Olímpicos de Verão de 1976.

## Resultados por Evento

### Atletismo
100 m masculino
- Théophile Nkounkou
  - Eliminatórias — 10.53
  - Quartas-de-final — 10.59 (→ não avançou)

- Antoine Kiakouama
  - Eliminatórias — 10.69 (→ não avançou)

200 m masculino
- Théophile Nkounkou
  - Eliminatórias — did not start (→ não avançou)

Maratona masculina
- Emmanuel Mpioh
  - Final — 2:48:17 (→ 52º lugar)

110 m com barreiras masculino
- Bernard Mabikana
  - Eliminatórias — 15.42 (→ não avançou)

### Boxe
Peso Leve (60 kg)
- Alphonse Matoubela
  1. Primeira Rodada — Perdeu para Tibor Dezamits (Hungria) por pontos (0-5)

### Handebol

#### Competição por Equipes Feminina
- Fase de Grupos
  - Perdeu para a União Soviética (30-11)
  - Perdeu para a Hungria(39-10)
  - Perdeu para a Alemanha Oriental (28-6)
  - Perdeu para a Tchecoslováquia (23-10)
  - Perdeu para a Iugoslávia (39-9) → 6º lugar

- Jogadoras
  - Angélique Abemane
  - Isabelle Azanga
  - Pascaline Bobeka
  - Germaine Djimbi
  - Yolande Kada-Gango
  - Henriette Koula
  - Solange Koulinka
  - Pemba Lopez
  - Yvonne Makouala
  - Julienne Malaki
  - Madeleine Mitsotso
  - Nicole Oba
  - Micheline Okemba
  - Viviane Okoula